# Huillachapa
Huillachapa är en ort i Mexiko.   Den ligger i kommunen Choix och delstaten Sinaloa, i den nordvästra delen av landet, 1 200 km nordväst om huvudstaden Mexico City. Huillachapa ligger 306 meter över havet och antalet invånare är 184.
Terrängen runt Huillachapa är huvudsakligen kuperad, men norrut är den bergig. Huillachapa ligger nere i en dal. Runt Huillachapa är det mycket glesbefolkat, med 7 invånare per kvadratkilometer. Närmaste större samhälle är Choix, 12,6 km väster om Huillachapa. I omgivningarna runt Huillachapa växer i huvudsak blandskog.